# 上赖森
上赖森（德語：Oberreißen，發音：[ˈoːbɐˌʁaɪsn̩]）是德国图林根州魏玛地区县曾经的一个市镇，与下赖森相邻，面积4.98平方千米，2012年12月31日人口为178人。2013年12月31日，上赖森与另外8个市镇合并为新市镇伊尔姆塔尔-魏恩施特拉瑟。